# Liste der Kulturdenkmale in Arendsee (Altmark)
In der Liste der Kulturdenkmale in Arendsee (Altmark) sind alle Kulturdenkmale der Gemeinde Arendsee (Altmark) und ihrer Ortsteile aufgelistet. Grundlage ist das Denkmalverzeichnis des Landes Sachsen-Anhalt, das auf Basis des Denkmalschutzgesetzes des Landes Sachsen-Anhalt vom 21. Oktober 1991 durch das Landesamt für Denkmalpflege und Archäologie Sachsen-Anhalt erstellt und seither laufend ergänzt wurde (Stand: 31. Dezember 2024).

## Kulturdenkmale nach Ortsteilen

### Arendsee (Altmark)
| Lage | Bezeichnung             | Beschreibung                                                                                         | Erfassungs- nummer | Ausweisungsart               | Bild                    |
| --- | ----------------------- | --- | ------------------ | ---------------------------- | ----------------------- |
| Am Markt südlich des Rathauses (Karte) | Sankt-Johannes-Kirche   | Kirche                                                                                               | 094 61182          | Baudenkmal                   | Weitere Bilder          |
| Am Markt 1, 2, 3, Friedensstraße 1, 2, 3, 4, 5, 6, 7, 8, 9, 10, 11, 12, 13, 14, 15, 16, 17, 18, 19, 20, 21, 22, 23, 24, 25, 26, 27, 28, 29, 30, 31, 32, 33, 34, 35, 36, 37, 38, 39, 40, 41, 42, 43, 44, 45, 46, 47, 48, 49, 50, 51, 52, 53, 54, 55, 56, 57, 58, 59, 60, 61, 62, 63, 64, 65, 66, 67, 68, 69, 70, 71, 72, 73, 74, 75, 76, 77, 78, 79, 80, 81, 82, 83, 84, 85, 86, 87, 88, 89, 90, 91, 92, 93, 94, 95, 96, 97, 98, 99, 100, 101, 102, 103, 104, 105, 106, 107, 108, 109, 110, 111, 112, 113, 114, 115, 116, 117, Hohe Warthe 1, 2, 3, 4, 5, 6, 7, 8, 9, 10, 11, 12, 13, 14, 16, 17, (18), 19, 20, 21, 22, 23, 24, 25, 26, 27, 28, 29, 30, 31, 32 (Karte) | Straßenzug              | | 094 61187          | Denkmalbereich               | Weitere Bilder          |
| Am Markt 1, 3 Südrand des Marktes (Karte) | Rathaus Arendsee        | Rathaus                                                                                              | 094 61181          | Baudenkmal                   | Weitere Bilder          |
| Amtsfreiheit 16 Südufer des Arendsees, westlich der Altstadt (Karte) | Kloster Arendsee        | Klosterkirche St. Maria, Johannes Evangelista und Nikolaus                                           | 094 61183          | Baudenkmal                   | Weitere Bilder          |
| Amtsfreiheit 16, Südufer des Arendsees, westlich der Altstadt (Karte) | Kirche                  | Kirche                                                                                               | 094 61183 001      | Teilobjekt eines Baudenkmals | Kirche                  |
| Amtsfreiheit, An der Klostermauer, Koloniestraße südlich des Klosterareals (Karte) | Mauer                   | Klostermauer                                                                                         | 094 61184          | Baudenkmal                   | Mauer                   |
| Bahnhofstraße südlich der Stadt (Karte) | Bahnhof Arendsee        | Bahnhof                                                                                              | 094 61186          | Baudenkmal                   | Bahnhof Arendsee        |
| Friedensstraße 1 Hof (Karte) | Brennerei               | Brennerei                                                                                            | 094 61188          | Baudenkmal                   | Brennerei               |
| Friedensstraße 2 Westrand der historischen Altstadt (Karte) | Bauernhof               | Wohnhaus (Ruine)                                                                                     | 094 61189          | Baudenkmal                   | Bauernhof               |
| Friedensstraße 8 Südzeile (Karte) | Wohnhaus                | Wohnhaus                                                                                             | 094 61190          | Baudenkmal                   | Wohnhaus                |
| Friedensstraße 12 Südzeile (Karte) | Wohnhaus                | Wohnhaus                                                                                             | 094 61191          | Baudenkmal                   | Wohnhaus                |
| Friedensstraße 58 Südzeile, Neustadt (Karte) | Wohn- und Geschäftshaus | Wohn- und Geschäftshaus                                                                              | 094 61192          | Baudenkmal                   | Wohn- und Geschäftshaus |
| Friedensstraße 60 Südzeile, Neustadt (Karte) | Wohnhaus                | Wohnhaus                                                                                             | 094 61193          | Baudenkmal                   | Wohnhaus                |
| Friedensstraße 84 (Karte) | Wohnhaus                | Wohnhaus                                                                                             | 094 61194          | Baudenkmal                   | Wohnhaus                |
| Friedensstraße 91 Hof (Karte) | Wirtschaftsgebäude      | Wirtschaftsgebäude                                                                                   | 094 61195          | Baudenkmal                   | Wirtschaftsgebäude      |
| Gollensdorfer Postweg östlicher Ortsrand (Karte) | Distanzstein            | Preußischer Viertelmeilenwüfel                                                                       | 094 61196          | Kleindenkmal                 | Weitere Bilder          |
| Hohe Warthe Grünanlage (Karte) | Kriegerdenkmal Arendsee | Kriegerdenkmal                                                                                       | 094 61197          | Kleindenkmal                 | Kriegerdenkmal Arendsee |
| Koloniestraße 17 Kolonie Sandberge (Karte) | Wohnhaus                | | 094 61201          | Baudenkmal                   | Wohnhaus                |
| Koloniestraße 24 Kolonie Sandberge (Karte) | Wohnhaus                | Kolonistenhaus                                                                                       | 094 61202          | Baudenkmal                   | Wohnhaus                |
| Lindenstraße Grünanlagen am Strandbad, auf Höhe der Einmündung der Straße Am Lindenpark in die Lindenstraße (Karte) | Distanzstein            | Preußischer Halbmeilenobelisk                                                                        | 094 61198          | Kleindenkmal                 | Weitere Bilder          |
| Lindenstraße 3 Seepromenade am Südufer des Arendsees (Karte) | Villa                   | | 094 61199          | Baudenkmal                   | Villa                   |
| Lindenstraße 5 Seepromenade (Karte) | Villa                   | | 094 61200          | Baudenkmal                   | Villa                   |
| Mühlenstraße südlicher Ortsrand (Karte) | Mühle                   | | 094 61207          | Baudenkmal                   | Weitere Bilder          |
| Seepromenade südliches Seeufer (Karte) | gustaf-nagel-areal      | Garten                                                                                               | 094 61203          | Baudenkmal                   | Weitere Bilder          |
| Töbelmannstraße Grünfläche im Kreuzungsbereich Friedensstraße/Töbelmannstraße (Karte) | Distanzstein            | Preußischer Ganzmeilenobelisk                                                                        | 094 61204          | Kleindenkmal                 | Weitere Bilder          |
| Töbelmannstraße 1 (Karte) | Schule                  | Ehemalige Landwirtschaftliche Schule, erbaut 1890/91, Architekt: Adolf Heim, heute „Haus des Gastes“ | 094 61205          | Baudenkmal                   | Schule                  |
| Töbelmannstraße 39 Seepromenade (Karte) | Villa                   | Villa Seeblick                                                                                       | 094 61206          | Baudenkmal                   | Villa                   |

### Binde
| Lage                  | Bezeichnung          | Beschreibung                                | Erfassungs- nummer | Ausweisungsart | Bild   |
| --------------------- | -------------------- | ------------------------------------------- | ------------------ | -------------- | ------ |
| Binde                 | Kriegerdenkmal Binde | Kriegerdenkmal 2024 als Denkmal ausgewiesen | 094 18970          | Baudenkmal     |        |
| Dorfstraße 78 (Karte) | Kirche               | St. Georg                                   | 094 05848          | Baudenkmal     | Kirche |

### Dessau
| Lage                           | Bezeichnung | Beschreibung                                           | Erfassungs- nummer | Ausweisungsart | Bild           |
| ------------------------------ | ----------- | ------------------------------------------------------ | ------------------ | -------------- | -------------- |
| Dorfstraße (Karte)             | Kirche      |                                                        | 094 61125          | Baudenkmal     | Weitere Bilder |
| Dorfstraße 18 Ortsrand (Karte) | Bahnhof     |                                                        | 094 61124          | Baudenkmal     | BW             |
| Dorfstraße 48 (Karte)          | Bauernhaus  | aktuelle Adresse: Kleinau Dorfstr. 48, Ortsteil Dessau | 094 61126          | Baudenkmal     | BW             |

### Fleetmark
| Lage                                                                                            | Bezeichnung    | Beschreibung    | Erfassungs- nummer | Ausweisungsart | Bild   |
| ----------------------------------------------------------------------------------------------- | -------------- | --------------- | ------------------ | -------------- | ------ |
| Ladekather Straße ca. 50 m vor dem Bahnübergang (Karte)                                         | Distanzstein   | Rundsockelstein | 094 61154          | Kleindenkmal   | BW     |
| Lindenplatz (Karte)                                                                             | Kirche         |                 | 094 05986          | Baudenkmal     | Kirche |
| Lindenplatz am Feuerwehrhaus (Karte)                                                            | Kriegerdenkmal |                 | 094 61155          | Kleindenkmal   | BW     |
| Lindenplatz 5, 5a, 6, 6a, 7, 8, 9, 11, 12, 13 Ortskern des historischen Dorfes Kallehne (Karte) | Platz          |                 | 094 61156          | Denkmalbereich | BW     |
| Velgauer Straße Straßenkreuzung am Abzweig nach Sanne (Karte)                                   | Distanzstein   |                 | 094 61157          | Kleindenkmal   | BW     |
| Velgauer Straße Kreuzung am Abzweig nach Kerkau/Lübbars (Karte)                                 | Distanzstein   |                 | 094 61158          | Kleindenkmal   | BW     |

### Genzien
| Lage                       | Bezeichnung | Beschreibung | Erfassungs- nummer | Ausweisungsart | Bild           |
| -------------------------- | ----------- | ------------ | ------------------ | -------------- | -------------- |
| Dorfstr. 27 (Karte)        | Bahnhof     |              | 094 61149          | Baudenkmal     | Bahnhof        |
| Hinter Dorfstr. 18 (Karte) | Kirche      |              | 094 61150          | Baudenkmal     | Weitere Bilder |
| Dorfstraße 5 (Karte)       | Bauernhaus  |              | 094 61151          | Baudenkmal     | BW             |

### Gestien
| Lage                 | Bezeichnung | Beschreibung | Erfassungs- nummer | Ausweisungsart | Bild |
| -------------------- | ----------- | ------------ | ------------------ | -------------- | ---- |
| Dorfstraße 8 (Karte) | Bauernhof   | Gehöft Köhn  | 094 61152          | Baudenkmal     | BW   |

### Harpe
| Lage                                                        | Bezeichnung | Beschreibung | Erfassungs- nummer | Ausweisungsart | Bild    |
| ----------------------------------------------------------- | ----------- | ------------ | ------------------ | -------------- | ------- |
| Harper Dorfstraße Bahnstrecke Salzwedel–Wittenberge (Karte) | Bahnhof     | Bahnhof      | 094 61135          | Baudenkmal     | Bahnhof |
| Harper Dorfstraße (Karte)                                   | Kirche      |              | 094 61136          | Baudenkmal     | Kirche  |

### Höwisch
| Lage                  | Bezeichnung | Beschreibung  | Erfassungs- nummer | Ausweisungsart | Bild           |
| --------------------- | ----------- | ------------- | ------------------ | -------------- | -------------- |
| Dorfstraße (Karte)    | Kirche      | St. Katharina | 094 61107          | Baudenkmal     | Weitere Bilder |
| Dorfstraße 15 (Karte) | Altenteil   |               | 094 61108          | Baudenkmal     | Altenteil      |
| Dorfstraße 54 (Karte) | Bauernhof   |               | 094 61109          | Baudenkmal     | BW             |

### Kassuhn
| Lage                            | Bezeichnung | Beschreibung | Erfassungs- nummer | Ausweisungsart | Bild   |
| ------------------------------- | ----------- | ------------ | ------------------ | -------------- | ------ |
| Westende der Dorfstraße (Karte) | Kirche      |              | 094 05991          | Baudenkmal     | Kirche |

### Kaulitz
| Lage           | Bezeichnung | Beschreibung | Erfassungs- nummer | Ausweisungsart | Bild   |
| -------------- | ----------- | ------------ | ------------------ | -------------- | ------ |
| (Karte)        | Kirche      |              | 094 05935          | Baudenkmal     | Kirche |
| Nr. 30 (Karte) | Gedenkstein |              | 094 05762          | Baudenkmal     | BW     |

### Kerkau
Kerkau ist nicht im Denkmalverzeichnis Sachsen-Anhalt erfasst. In Kerkau stehen eine Feldsteinkirche mit mittelalterlichem Kern und zwei Meilensteine.

### Kerkuhn
| Lage                               | Bezeichnung                                                   | Beschreibung                | Erfassungs- nummer | Ausweisungsart | Bild           |
| ---------------------------------- | ------------------------------------------------------------- | --------------------------- | ------------------ | -------------- | -------------- |
| Dorfstr. 6 (Karte)                 | Kirche                                                        | Dorfkirche Kerkuhn          | 094 61176          | Baudenkmal     | Kirche         |
| Dorfstraße 5 an der Kirche (Karte) | Bauernhaus                                                    |                             | 094 61177          | Baudenkmal     | BW             |
| Kerkuhner Dorfstraße (Karte)       | Distanzstein (Meilenstein) am östlichen Ortsausgang an der L1 | Preußischer Rundsockelstein | 094 21282          | Baudenkmal     | Weitere Bilder |

### Kläden
| Lage                  | Bezeichnung       | Beschreibung                                                                         | Erfassungs- nummer | Ausweisungsart | Bild           |
| --------------------- | ----------------- | ------------------------------------------------------------------------------------ | ------------------ | -------------- | -------------- |
| Dorfstraße 33 (Karte) | Dorfkirche Kläden | Kirche Feldsteinkirche vom Anfang des 13. Jahrhunderts, 2021 als Denkmal eingetragen | 094 21288          | Baudenkmal     | Weitere Bilder |

### Kleinau
| Lage                                                         | Bezeichnung    | Beschreibung     | Erfassungs- nummer | Ausweisungsart | Bild       |
| ------------------------------------------------------------ | -------------- | ---------------- | ------------------ | -------------- | ---------- |
| Am Bahnhof 11 Ortsrand (Karte)                               | Bahnhof        |                  | 094 61118          | Baudenkmal     | BW         |
| Hauptstraße (Karte)                                          | Kirche         | St. Jakobus      | 094 61119          | Baudenkmal     | Kirche     |
| Hauptstraße vor dem Wohnhaus Nr. 3 (Karte)                   | Kreuzstein     |                  | 094 61121          | Kleindenkmal   | Kreuzstein |
| Hauptstraße an der Kirche (Karte)                            | Kriegerdenkmal |                  | 094 61120          | Kleindenkmal   | BW         |
| Hauptstraße 39a (Karte)                                      | Bauernhaus     |                  | 094 61122          | Baudenkmal     | BW         |
| Hauptstraße 41 westlich der Kirche und des Kirchhofs (Karte) | Pfarrhof       | Pfarrhof Kleinau | 094 61123          | Baudenkmal     | BW         |

### Kraatz
| Lage                  | Bezeichnung | Beschreibung      | Erfassungs- nummer | Ausweisungsart | Bild   |
| --------------------- | ----------- | ----------------- | ------------------ | -------------- | ------ |
| Kraatzer Str. (Karte) | Kirche      | Dorfkirche Kraatz | 094 21227          | Baudenkmal     | Kirche |

### Ladekath
| Lage                  | Bezeichnung | Beschreibung | Erfassungs- nummer | Ausweisungsart | Bild   |
| --------------------- | ----------- | ------------ | ------------------ | -------------- | ------ |
| Dorfstraße 61 (Karte) | Kirche      |              | 094 05919          | Baudenkmal     | Kirche |

### Leppin
| Lage                                                                                          | Bezeichnung    | Beschreibung | Erfassungs- nummer | Ausweisungsart | Bild           |
| --------------------------------------------------------------------------------------------- | -------------- | ------------ | ------------------ | -------------- | -------------- |
| Dorfstr. 59 (Karte)                                                                           | Kirche         | St. Marien   | 094 61133          | Baudenkmal     | Kirche         |
| Dorfstraße Kreuzung der B190 mit der Straße Hinter den Höfen, neben dem Feuerwehrhaus (Karte) | Kriegerdenkmal |              | 094 61134          | Kleindenkmal   | Kriegerdenkmal |

### Lohne
| Lage                                                      | Bezeichnung    | Beschreibung | Erfassungs- nummer | Ausweisungsart | Bild   |
| --------------------------------------------------------- | -------------- | ------------ | ------------------ | -------------- | ------ |
| Am Mühlenberg Ortsausfahrt Richtung Heiligenfelde (Karte) | Wegweiser      |              | 094 61128          | Kleindenkmal   | BW     |
| Unter den Eichen 55 (Karte)                               | Kirche         | St. Nikolaus | 094 61127          | Baudenkmal     | Kirche |
| Unter den Eichen Hof von Nr. 55 (Karte)                   | Bahrenhaus     | Bahrenhaus   | 094 61130          | Baudenkmal     | BW     |
| Unter den Eichen am Kirchhof (Karte)                      | Kriegerdenkmal |              | 094 61129          | Kleindenkmal   | BW     |

### Lübbars
In Lübbars steht eine Feldsteinkirche.

| Lage                 | Bezeichnung | Beschreibung | Erfassungs- nummer | Ausweisungsart | Bild |
| -------------------- | ----------- | ------------ | ------------------ | -------------- | ---- |
| Dorfstraße 3 (Karte) | Meilenstein |              | 094 06055          | Kleindenkmal   | BW   |

### Lüge
| Lage                  | Bezeichnung | Beschreibung | Erfassungs- nummer | Ausweisungsart | Bild           |
| --------------------- | ----------- | ------------ | ------------------ | -------------- | -------------- |
| Dorfstraße 44 (Karte) | Kirche      |              | 094 06055          | Baudenkmal     | Weitere Bilder |

### Mechau
| Lage                                                                                           | Bezeichnung        | Beschreibung | Erfassungs- nummer | Ausweisungsart | Bild           |
| ---------------------------------------------------------------------------------------------- | ------------------ | ------------ | ------------------ | -------------- | -------------- |
| Bahnhofstraße südlich der Ortslage, an der Ortsausfahrt Richtung Ritzleben (Karte)             | Bahnhof            |              | 094 61261          | Baudenkmal     | Bahnhof        |
| Bahnhofstraße 1, Dorfstraße 2 Eckbebauung zur Bahnhofstraße (Karte)                            | Bauernhof          | Müllerhof    | 094 61268          | Baudenkmal     | BW             |
| Bahnhofstraße 2 an der Einmündung der Bahnhofstraße in die Dorf- und in die Kienstraße (Karte) | Kirche             |              | 094 06056          | Baudenkmal     | Weitere Bilder |
| Bauernstraße 7, 9, 11 (Karte)                                                                  | Wirtschaftsgebäude |              | 094 61262          | Baudenkmal     | BW             |
| Dorfplatz 9, 11, 13 Eckbebauung zur Straße Im Winkel (Karte)                                   | Bauernhaus         | Lübars-Hof   | 094 61264          | Baudenkmal     | BW             |
| Dorfplatz (Karte)                                                                              | Kriegerdenkmal     |              | 094 61263          | Kleindenkmal   | BW             |
| Dorfstraße Südzeile der Dorfstraße (zwischen Nr. 8 und 10) (Karte)                             | Schmiede           |              | 094 61269          | Baudenkmal     | BW             |
| Dorfstraße 18, 18a Südzeile der Dorfstraße (Karte)                                             | Bauernhof          |              | 094 61273          | Baudenkmal     | BW             |
| Dorfstraße 22 (Karte)                                                                          | Herrenhaus         |              | 094 61266          | Baudenkmal     | BW             |
| Dorfstraße 24 Ostende der Südzeile der Dorfstraße (Karte)                                      | Bauernhof          |              | 094 61267          | Baudenkmal     | BW             |
| Kienstraße 13a, 15 Südzeile der Straße (Karte)                                                 | Bauernhof          |              | 094 61271          | Baudenkmal     | BW             |
| Kienstraße 17a Südzeile der Kienstraße, Westabschnitt (Karte)                                  | Torhaus            |              | 094 61272          | Baudenkmal     | BW             |
| Kienstraße 5, 5a Südzeile des Straßenzuges (Karte)                                             | Bauernhof          |              | 094 61270          | Baudenkmal     | BW             |

### Molitz
| Lage                                                                  | Bezeichnung | Beschreibung | Erfassungs- nummer | Ausweisungsart | Bild   |
| --------------------------------------------------------------------- | ----------- | ------------ | ------------------ | -------------- | ------ |
| Dorfstraße südlicher Ortsrand, Ortsausfahrt Richtung Störpke; (Karte) | Kirche      |              | 094 61159          | Baudenkmal     | Kirche |
| Dorfstraße 24 (Karte)                                                 | Bauernhof   |              | 094 61160          | Baudenkmal     | BW     |

### Neulingen
| Lage                                                                | Bezeichnung | Beschreibung         | Erfassungs- nummer | Ausweisungsart | Bild           |
| ------------------------------------------------------------------- | ----------- | -------------------- | ------------------ | -------------- | -------------- |
| südlicher Ortsrand, Landstraße nach Gagel (Karte)                   | Mühle       | Windmühle            | 094 61117          | Baudenkmal     | BW             |
| Dorfstraße (Karte)                                                  | Kirche      | St. Marien Neulingen | 094 61110          | Baudenkmal     | Weitere Bilder |
| Dorfstraße 2 (Karte)                                                | Gasthof     | Gasthof Lemme        | 094 61111          | Baudenkmal     | BW             |
| Dorfstraße 8 (Karte)                                                | Bauernhof   |                      | 094 61113          | Baudenkmal     | BW             |
| Dorfstraße 9 (Karte)                                                | Scheune     |                      | 094 61114          | Baudenkmal     | BW             |
| Dorfstraße 15 nördlicher Ortsrand, Ausfahrt Richtung Leppin (Karte) | Schmiede    |                      | 094 61115          | Baudenkmal     | BW             |
| Dorfstraße 19 (Karte)                                               | Bauernhof   |                      | 094 61116          | Baudenkmal     | BW             |
| Dorfstraße 5, 6 (Karte)                                             | Bauernhaus  |                      | 094 61112          | Baudenkmal     | BW             |

### Rademin
| Lage                      | Bezeichnung | Beschreibung | Erfassungs- nummer | Ausweisungsart | Bild           |
| ------------------------- | ----------- | ------------ | ------------------ | -------------- | -------------- |
| Dorfstraße 30 (?) (Karte) | Kirche      |              | 094 05918          | Baudenkmal     | Weitere Bilder |

### Ritzleben
| Lage               | Bezeichnung | Beschreibung | Erfassungs- nummer | Ausweisungsart | Bild   |
| ------------------ | ----------- | ------------ | ------------------ | -------------- | ------ |
| Dorfstraße (Karte) | Kirche      |              | 094 05849          | Baudenkmal     | Kirche |

### Sanne
| Lage                                                                  | Bezeichnung  | Beschreibung     | Erfassungs- nummer | Ausweisungsart | Bild           |
| --------------------------------------------------------------------- | ------------ | ---------------- | ------------------ | -------------- | -------------- |
| Sanner Dorfstraße 31 (Karte)                                          | Kirche       | Dorfkirche Sanne | 094 61172          | Baudenkmal     | Weitere Bilder |
| Sanner Dorfstraße östlicher Ortsrand, am Abzweig nach Kerkuhn (Karte) | Distanzstein |                  | 094 61173          | Kleindenkmal   | Distanzstein   |
| Sanner Dorfstraße 16 (Karte)                                          | Kindergarten |                  | 094 61174          | Baudenkmal     | BW             |
| Sanner Dorfstraße 31 am Kirchhof (Karte)                              | Pfarrhof     |                  | 094 61175          | Baudenkmal     | Pfarrhof       |

### Schernikau
| Lage                                                                         | Bezeichnung  | Beschreibung | Erfassungs- nummer | Ausweisungsart | Bild           |
| ---------------------------------------------------------------------------- | ------------ | ------------ | ------------------ | -------------- | -------------- |
| Südrand des Straßendorfes (Karte)                                            | Kirche       |              | 094 05990          | Baudenkmal     | Weitere Bilder |
| Dorfstraße 8 nördlich des Kirchhofes (Karte)                                 | Bauernhof    |              | 094 61277          | Baudenkmal     | BW             |
| Dorfstraße 9 Am Teich (Karte)                                                | Bauernhof    | Otte-Hof     | 094 61278          | Baudenkmal     | BW             |
| Dorfstraße 13 Ostzeile der Dorfstraße (Karte)                                | Bauernhof    |              | 094 61279          | Baudenkmal     | BW             |
| Dorfstraße 15 Nordende der Dorfstraße (Karte)                                | Bauernhof    |              | 094 61280          | Baudenkmal     | BW             |
| Dorfstraße 17, 18, 19, 20 Nordabschnitt der Westzeile der Dorfstraße (Karte) | Straßenzeile |              | 094 61281          | Denkmalbereich | BW             |
| Dorfstraße 26 Westzeile der Dorfstraße (Karte)                               | Bauernhof    |              | 094 61282          | Baudenkmal     | BW             |
| Dorfstraße 29 Westzeile der Dorfstraße, unweit der Kirche (Karte)            | Bauernhof    |              | 094 61283          | Baudenkmal     | BW             |

### Schrampe
| Lage                         | Bezeichnung    | Beschreibung | Erfassungs- nummer | Ausweisungsart | Bild |
| ---------------------------- | -------------- | ------------ | ------------------ | -------------- | ---- |
| Straße nach Arendsee (Karte) | Kriegerdenkmal |              | 094 61233          | Kleindenkmal   | BW   |

### Störpke
| Lage                                       | Bezeichnung | Beschreibung | Erfassungs- nummer | Ausweisungsart | Bild   |
| ------------------------------------------ | ----------- | ------------ | ------------------ | -------------- | ------ |
| Dorfstr. 4 (Karte)                         | Kirche      |              | 094 61161          | Baudenkmal     | Kirche |
| Dorfstraße 12 gegenüber der Kirche (Karte) | Bauernhof   |              | 094 61162          | Baudenkmal     | BW     |
| Dorfstraße 14 (Karte)                      | Bauernhof   |              | 094 61163          | Baudenkmal     | BW     |

### Thielbeer
| Lage                                            | Bezeichnung | Beschreibung | Erfassungs- nummer | Ausweisungsart | Bild   |
| ----------------------------------------------- | ----------- | ------------ | ------------------ | -------------- | ------ |
| Dorfstr. 25 (Karte)                             | Kirche      |              | 094 61142          | Baudenkmal     | Kirche |
| Dorfstraße 3 Nordzeile des Straßendorfs (Karte) | Bauernhof   |              | 094 61143          | Baudenkmal     | BW     |
| Dorfstraße 21 Südzeile des Straßendorfs (Karte) | Bauernhaus  |              | 094 61144          | Baudenkmal     | BW     |

### Vissum
| Lage                                     | Bezeichnung | Beschreibung | Erfassungs- nummer | Ausweisungsart | Bild           |
| ---------------------------------------- | ----------- | ------------ | ------------------ | -------------- | -------------- |
| Ortskern (Karte)                         | Kirche      |              | 094 05989          | Baudenkmal     | Weitere Bilder |
| Dorfstraße 1 Ecke Schmiedestraße (Karte) | Bauernhaus  |              | 094 61274          | Baudenkmal     | BW             |
| Dorfstraße 9 Westende des Dorfes (Karte) | Bauernhof   |              | 094 61275          | Baudenkmal     | BW             |
| Dorfstraße 1, 2, 3, 4, 5, 6 (Karte)      | Straßenzug  |              | 094 61276          | Denkmalbereich | BW             |

### Zehren
| Lage                                         | Bezeichnung | Beschreibung   | Erfassungs- nummer | Ausweisungsart | Bild      |
| -------------------------------------------- | ----------- | -------------- | ------------------ | -------------- | --------- |
| kleine Erhebung am Nordrand des Orts (Karte) | Kirche      |                | 094 61137          | Baudenkmal     | Kirche    |
| Dorfstraße 12 (Karte)                        | Gasthof     | Zum Lindenkrug | 094 61138          | Baudenkmal     | Gasthof   |
| Dorfstraße 4 (Karte)                         | Bauernhof   |                | 094 61139          | Baudenkmal     | Bauernhof |
| Dorfstraße 9 (Karte)                         | Bauernhof   |                | 094 61140          | Baudenkmal     | Bauernhof |
| Dorfstraße 22 (Karte)                        | Schule      | Schule         | 094 61141          | Baudenkmal     | Schule    |

### Ziemendorf
| Lage                                                | Bezeichnung    | Beschreibung | Erfassungs- nummer | Ausweisungsart | Bild   |
| --------------------------------------------------- | -------------- | ------------ | ------------------ | -------------- | ------ |
| Friedhof an der Landstraße nach Gollensdorf (Karte) | Kriegerdenkmal |              | 094 61106          | Kleindenkmal   | BW     |
| Dorfstraße (Karte)                                  | Kirche         |              | 094 61104          | Baudenkmal     | Kirche |
| Dorfstraße 16 (Karte)                               | Torhaus        |              | 094 61105          | Baudenkmal     | BW     |

### Zießau
| Lage                              | Bezeichnung    | Beschreibung | Erfassungs- nummer | Ausweisungsart | Bild |
| --------------------------------- | -------------- | ------------ | ------------------ | -------------- | ---- |
| Dorfstraße (Karte)                | Kriegerdenkmal |              | 094 61234          | Kleindenkmal   | BW   |
| Dorfstraße 11 am Friedhof (Karte) | Schule         |              | 094 61235          | Baudenkmal     | BW   |

### Zühlen
| Lage                 | Bezeichnung | Beschreibung | Erfassungs- nummer | Ausweisungsart | Bild   |
| -------------------- | ----------- | ------------ | ------------------ | -------------- | ------ |
| Dorfstraße (Karte)   | Kirche      |              | 094 61145          | Baudenkmal     | Kirche |
| Dorfstraße 2 (Karte) | Bauernhof   |              | 094 60917          | Baudenkmal     | BW     |

## Ehemalige Kulturdenkmale nach Ortsteilen
Die nachfolgenden Objekte waren ursprünglich ebenfalls denkmalgeschützt oder wurden in der Literatur als Kulturdenkmale geführt. Die Denkmale bestehen heute jedoch nicht mehr, ihre Unterschutzstellung wurde aufgehoben oder sie werden nicht mehr als Denkmale betrachtet. Mitunter sind Einzelobjekte aber noch immer Bestandteil eines geschützten Denkmalbereichs.

### Fleetmark
| Lage                                  | Bezeichnung       | Beschreibung | Erfassungs- nummer | Ausweisungsart | Bild |
| ------------------------------------- | ----------------- | --- | ------------------ | -------------- | ---- |
| Bahnstrecke Stendal–Salzwedel (Karte) | Bahnhof Fleetmark | Bahnhof Das denkmalgeschützte Empfangsgebäude wurde 2011 abgerissen. An seiner Stelle entstand eine Schnittstelle zum Umsteigen zwischen Bahn und Bus. | 094 61153          | Baudenkmal     | BW   |

### Ziemendorf
| Lage             | Bezeichnung | Beschreibung | Erfassungs- nummer | Ausweisungsart | Bild |
| ---------------- | ----------- | ------------ | ------------------ | -------------- | ---- |
| Ortsrand (Karte) | Mühle       | Windmühle    | 094 18242          | Baudenkmal     | BW   |

## Legende
In den Spalten befinden sich folgende Informationen:
- Lage: Nennt den Straßennamen und wenn vorhanden die Hausnummer des Kulturdenkmals. Die Grundsortierung der Liste erfolgt nach dieser Adresse. Der Link „Karte“ führt zu verschiedenen Kartendarstellungen und nennt die geographischen Koordinaten.
Link zu einem Kartenansichtstool, um Koordinaten zu setzen. In der Kartenansicht sind Baudenkmale ohne Koordinaten mit einem roten bzw. orangen Marker dargestellt und können in der Karte gesetzt werden. Baudenkmale ohne Bild sind mit einem blauen bzw. roten Marker gekennzeichnet, Baudenkmale mit Bild mit einem grünen bzw. orangen Marker.
- Offizielle Bezeichnung: Nennt den Namen, die Bezeichnung oder zumindest die Art des Kulturdenkmals und verlinkt, soweit vorhanden, auf den Artikel zum Objekt.
- Beschreibung: Nennt bauliche und geschichtliche Einzelheiten des Kulturdenkmals, vorzugsweise die Denkmaleigenschaften.
- Erfassungsnummer: Für jedes Kulturdenkmal wird in Sachsen-Anhalt eine 20stellige Erfassungsnummer vergeben. Die letzten zwölf Ziffern werden für die Untergliederung nach Teilobjekten genutzt und werden nur angegeben, soweit vergeben. In dieser Spalte kann sich folgendes Icon  befinden, dies führt zu Angaben zu diesem Baudenkmal bei Wikidata.
- Ausweisungsart: Die Einordnung des Denkmales nach § 2 Abs. 2 DenkmSchG LSA
- Bild: Ein Bild des Denkmales, und gegebenenfalls einen Link zu weiteren Fotos des Kulturdenkmals im Medienarchiv Wikimedia Commons. Wenn man auf das Kamerasymbol klickt, können Fotos zu Kulturdenkmalen aus dieser Liste hochgeladen werden: